# 피에트로 카탈디

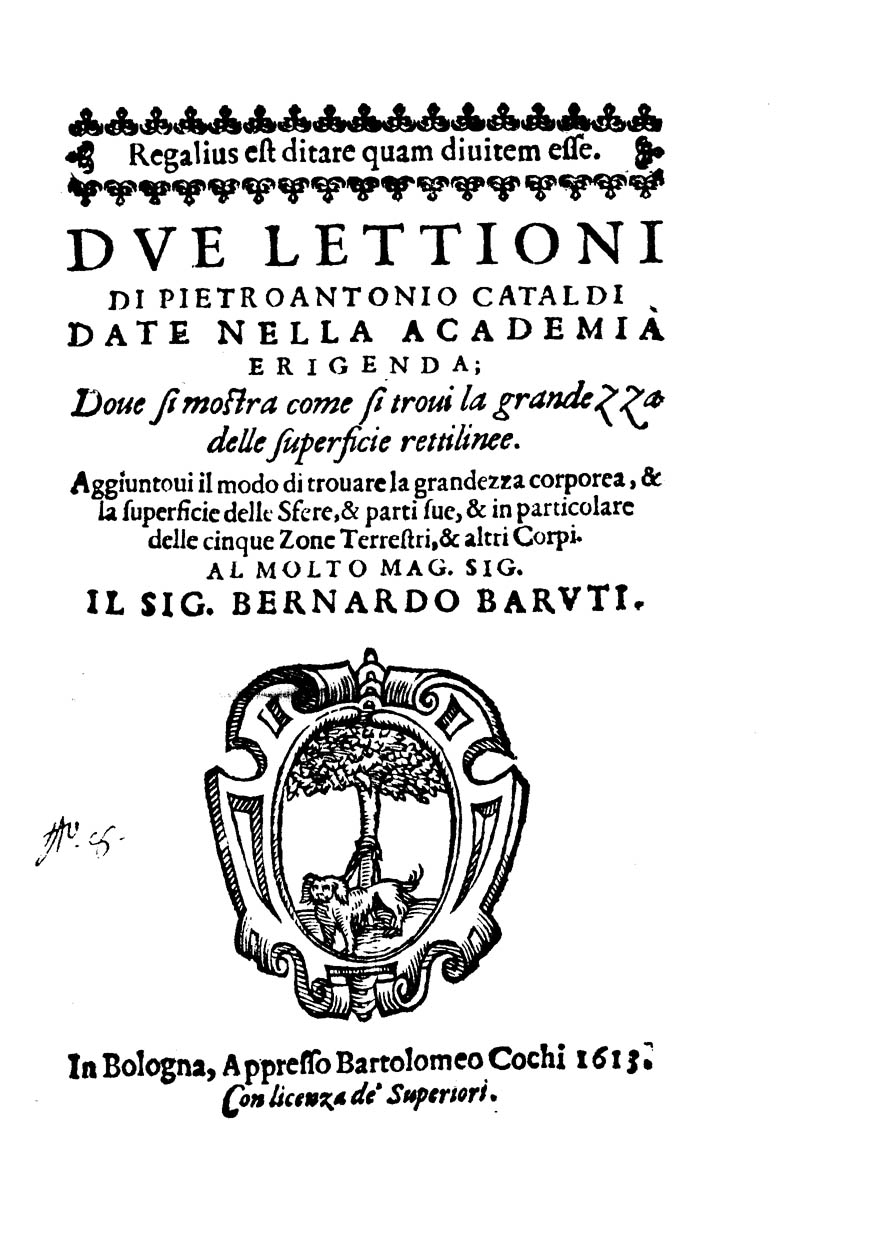
Due lettioni, 1613

피에트로 카탈디(Pietro Antonio Cataldi, 1552년 4월 15일 - 1626년 2월 11일)는 이탈리아의 수학자이다. 볼로냐의 시민이었던, 그는 수학과 천문학을 가르쳤고, 또한 군사분야의 여러 문제들을 다루었다. 연분수를 연구하여 그 개념을 확장시켰으며, 표현 방법을 개발하였다.
또, 1588년에 여섯 번째와 7번째 메르센 소수를 발견하였는데 그가 발견한 소수는 1772년에 레온하르트 오일러가 발견한 8번째의 메르센 소수 231 - 1가 발견되기까지 184년동안이나 가장 큰 소수라는 기록을 유지했다.
1602년에는, 그동안 나눗셈의 방법으로 사용되면 갈레법을 개선한 장제법(長除法, long division)을 제시했다.